# Samenstelling Belgische Senaat 1925-1929
De lijst van leden van de Belgische Senaat van 1925 tot 1929. De Senaat telde toen 153 zetels. Op 5 april 1925 werden 93 senatoren rechtstreeks verkozen. Het nationale kiesstelsel was in die periode gebaseerd op algemeen enkelvoudig stemrecht voor alle mannelijke Belgen van 21 jaar en ouder, volgens een systeem van evenredige vertegenwoordiging op basis van de Methode-D'Hondt, gecombineerd met een districtenstelsel. Daarnaast waren er ook 40 provinciale senatoren, aangeduid door de provincieraden en 20 gecoöpteerde senatoren. Vanaf november 1927 was er tevens een senator van rechtswege, waardoor er vanaf dan 154 zetels waren.
De legislatuur liep van 28 april 1925 tot 8 mei 1929. Tijdens deze legislatuur was eerst de regering-Van de Vyvere (mei - juni 1925) in functie, een katholieke minderheidsregering. Geen enkele andere partij steunde echter deze regering, waardoor de regering geen meerderheid behaalde bij de vertrouwensstemming in het parlement en dus al snel viel. Daarna kwam de regering-Poullet (juni 1925 - mei 1926), een meerderheid van katholieken en socialisten. De conservatieve afdeling van de Katholieke Partij steunde deze regering echter niet. Vervolgens kwamen de regering-Jaspar I (mei 1926 - november 1927), een meerderheid van katholieken, socialisten en liberalen, en de regering-Jaspar II (november 1927 - december 1929) aan de macht, een meerderheid van katholieken en liberalen.
De oppositie bestond dus uit de socialisten (behalve in de periode juni 1925 - november 1927) en de liberalen (mei 1925 - mei 1926).

## Samenstelling
| Begin legislatuur (1925) | Begin legislatuur (1925) | Begin legislatuur (1925) | Begin legislatuur (1925) | Begin legislatuur (1925) | Begin legislatuur (1925) | Einde legislatuur (1929) | Einde legislatuur (1929) | Einde legislatuur (1929) |
| Fractie                  | Fractie                  | Rechtstr.                | Prov.                    | Gec.                     | Tot.                     | Fractie                  | Fractie                  | Zetels                   |
| ------------------------ | ------------------------ | ------------------------ | ------------------------ | ------------------------ | ------------------------ | ------------------------ | ------------------------ | ------------------------ |
|                          | Katholieken              | 41                       | 21                       | 9                        | 71                       |                          | Katholieken              | 70                       |
|                          | Socialisten              | 39                       | 12                       | 8                        | 59                       |                          | Socialisten              | 60                       |
|                          | Liberalen                | 13                       | 7                        | 3                        | 23                       |                          | Liberalen                | 23                       |

Wijzigingen in fractiesamenstelling:
- In 1927 overlijdt de katholiek Georges Cousot (provinciaal senator). Zijn opvolger wordt de socialist Leonard Leclercq.

## Lijst van de senatoren
| Senator                             | Partij    | Aanduiding                   | Kieskring                                   | Provincie       | Opmerkingen |
| ----------------------------------- | --------- | ---------------------------- | ------------------------------------------- | --------------- | --- |
| Alphonse Ryckmans                   | Katholiek | Rechtstreeks gekozen senator | Antwerpen                                   | -               | Secretaris. |
| Jozef Nolf                          | Katholiek | Rechtstreeks gekozen senator | Antwerpen                                   | -               | |
| Karel Weyler                        | Liberaal  | Rechtstreeks gekozen senator | Antwerpen                                   | -               | |
| Léon Dens                           | Liberaal  | Rechtstreeks gekozen senator | Antwerpen                                   | -               | |
| Pierre Spillemaeckers               | Socialist | Rechtstreeks gekozen senator | Antwerpen                                   | -               | |
| Jean Longville                      | Socialist | Rechtstreeks gekozen senator | Antwerpen                                   | -               | |
| Pierre Van Berckelaer               | Socialist | Rechtstreeks gekozen senator | Antwerpen                                   | -               | |
| Anatole de Cock de Rameyen          | Katholiek | Rechtstreeks gekozen senator | Mechelen-Turnhout                           | -               | |
| François du Four                    | Katholiek | Rechtstreeks gekozen senator | Mechelen-Turnhout                           | -               | |
| Jozef De Ley                        | Katholiek | Rechtstreeks gekozen senator | Mechelen-Turnhout                           | -               | |
| Jacques Daems                       | Socialist | Rechtstreeks gekozen senator | Mechelen-Turnhout                           | -               | |
| Joseph Van Roosbroeck               | Socialist | Rechtstreeks gekozen senator | Mechelen-Turnhout                           | -               | Secretaris. |
| Alexandre Braun                     | Katholiek | Rechtstreeks gekozen senator | Brussel                                     | -               | Voorzitter van de commissie Justitie en voorzitter van de katholieke fractie. |
| Georges Dupret                      | Katholiek | Rechtstreeks gekozen senator | Brussel                                     | -               | |
| Edouard Du Bost                     | Katholiek | Rechtstreeks gekozen senator | Brussel                                     | -               | Secretaris. |
| Léon de Steenhault de Waerbeek      | Katholiek | Rechtstreeks gekozen senator | Brussel                                     | -               | |
| Albert Carnoy                       | Katholiek | Rechtstreeks gekozen senator | Brussel                                     | -               | |
| Maurice Féron                       | Liberaal  | Rechtstreeks gekozen senator | Brussel                                     | -               | |
| Armand Huysmans                     | Liberaal  | Rechtstreeks gekozen senator | Brussel                                     | -               | Vervangt vanaf 23 juni 1925 de overleden Antoine Depage. |
| Alphonse Huisman-Van den Nest       | Liberaal  | Rechtstreeks gekozen senator | Brussel                                     | -               | |
| Hubert Paulsen                      | Socialist | Rechtstreeks gekozen senator | Brussel                                     | -               | Vervangt vanaf 30 april 1925 Marius Renard, die verkiest om gedeputeerde van de provincie Brabant te blijven. |
| Jean Baeck                          | Socialist | Rechtstreeks gekozen senator | Brussel                                     | -               | |
| Pierre Lalemand                     | Socialist | Rechtstreeks gekozen senator | Brussel                                     | -               | Vervangt vanaf 8 november 1927 de overleden Victor De Meulemeester. |
| Julien Houben                       | Socialist | Rechtstreeks gekozen senator | Brussel                                     | -               | Vervangt vanaf 26 juni 1928 de overleden Alberic Deswarte. |
| Guillaume Solau                     | Socialist | Rechtstreeks gekozen senator | Brussel                                     | -               | |
| Louis Verheyden                     | Katholiek | Rechtstreeks gekozen senator | Leuven                                      | -               | |
| Edouard Descamps                    | Katholiek | Rechtstreeks gekozen senator | Leuven                                      | -               | Ondervoorzitter. |
| Désiré Vande Moortele               | Socialist | Rechtstreeks gekozen senator | Leuven                                      | -               | |
| Alfred Leurquin                     | Liberaal  | Rechtstreeks gekozen senator | Nijvel                                      | -               | |
| Jules Genard                        | Socialist | Rechtstreeks gekozen senator | Nijvel                                      | -               | |
| Albéric Ruzette                     | Katholiek | Rechtstreeks gekozen senator | Brugge                                      | -               | Ondervoorzitter vanaf 13 november 1928, voorzitter van de commissie Openbare Werken en Economische Zaken en vanaf 9 november 1926 voorzitter van de commissie Landbouw.                                                                                          |
| Arthur Verbrugge                    | Socialist | Rechtstreeks gekozen senator | Brugge                                      | -               | |
| Medard Edmond Duchatelez            | Katholiek | Rechtstreeks gekozen senator | Veurne-Diksmuide-Oostende                   | -               | Vervangt vanaf 15 februari 1927 de overleden Auguste Hamman. |
| Pierre de Coninck de Merckem        | Katholiek | Rechtstreeks gekozen senator | Veurne-Diksmuide-Oostende                   | -               | |
| Charles Gillès de Pelichy           | Katholiek | Rechtstreeks gekozen senator | Roeselare-Tielt                             | -               | Vervangt vanaf 5 mei 1925 Cyrille Van den Bussche, die verkiest om niet te zetelen. |
| Jan Mahieu Liebaert                 | Katholiek | Rechtstreeks gekozen senator | Roeselare-Tielt                             | -               | |
| Henri Dewaele                       | Socialist | Rechtstreeks gekozen senator | Roeselare-Tielt                             | -               | |
| Edmond Depontieu                    | Katholiek | Rechtstreeks gekozen senator | Kortrijk-Ieper                              | -               | Verkozen op een dissidente christendemocratische lijst. |
| Gilbert Mullie                      | Katholiek | Rechtstreeks gekozen senator | Kortrijk-Ieper                              | -               | |
| Gustave Martens                     | Socialist | Rechtstreeks gekozen senator | Kortrijk-Ieper                              | -               | |
| Hippolyte Ducastel                  | Socialist | Rechtstreeks gekozen senator | Kortrijk-Ieper                              | -               | |
| Hector Cuelenaere                   | Katholiek | Rechtstreeks gekozen senator | Gent-Eeklo                                  | -               | Vervangt vanaf 22 maart 1928 de overleden Théophile Libbrecht. |
| Amand Casier de ter Beken           | Katholiek | Rechtstreeks gekozen senator | Gent-Eeklo                                  | -               | Vervangt vanaf 30 juni 1926 de overleden Edgard de Kerchove d'Ousselghem. De Kerchove d'Ousselghem was tot aan zijn dood op 10 juni 1926 voorzitter van de commissie Landbouw.                                                                                   |
| Henri de Kerchove d'Exaerde         | Katholiek | Rechtstreeks gekozen senator | Gent-Eeklo                                  | -               | Vervangt vanaf 25 september 1928 de overleden Arnold t'Kint de Roodenbeke. T'Kint de Roodenbeke was tot aan zijn dood op 10 augustus 1928 Senaatsvoorzitter en voorzitter van de commissie Buitenlandse Zaken.                                                   |
| Maurice August Lippens              | Liberaal  | Rechtstreeks gekozen senator | Gent-Eeklo                                  | -               | |
| Charles Hannick                     | Socialist | Rechtstreeks gekozen senator | Gent-Eeklo                                  | -               | |
| Polydore De Visch                   | Socialist | Rechtstreeks gekozen senator | Gent-Eeklo                                  | -               | |
| Louis de Brouchoven de Bergeyck     | Katholiek | Rechtstreeks gekozen senator | Dendermonde-Sint-Niklaas                    | -               | |
| Georges Vilain XIIII                | Katholiek | Rechtstreeks gekozen senator | Dendermonde-Sint-Niklaas                    | -               | Vervangt vanaf 20 juli 1926 de overleden Oscar Vermeersch. Vermeersch zelf verving van 15 juni 1926 de overleden Armand Du Bois. Armand Du Bois was tot aan zijn dood op 31 mei 1926 voorzitter van de commissie Spoorwegen, Zeewegen, Posterijen en Telegrafen. |
| Pierre Van Fleteren                 | Socialist | Rechtstreeks gekozen senator | Dendermonde-Sint-Niklaas                    | -               | |
| Franciscus Van Schoor               | Socialist | Rechtstreeks gekozen senator | Dendermonde-Sint-Niklaas                    | -               | |
| Joseph De Clercq                    | Katholiek | Rechtstreeks gekozen senator | Oudenaarde-Aalst                            | -               | |
| Gaston Behaghel de Bueren           | Katholiek | Rechtstreeks gekozen senator | Oudenaarde-Aalst                            | -               | |
| Gomar Van de Wiele                  | Liberaal  | Rechtstreeks gekozen senator | Oudenaarde-Aalst                            | -               | Vervangt vanaf 17 mei 1927 de overleden Joseph De Blieck. De Blieck was quaestor tot aan zijn dood op 11 mei 1927. |
| Guillaume Denauw                    | Socialist | Rechtstreeks gekozen senator | Oudenaarde-Aalst                            | -               | |
| Adrien Vilain XIIII                 | Katholiek | Rechtstreeks gekozen senator | Bergen-Zinnik                               | -               | |
| Pol-Clovis Boël                     | Liberaal  | Rechtstreeks gekozen senator | Bergen-Zinnik                               | -               | Vervangt vanaf 20 januari 1927 de overleden Arthur Demerbe. |
| François Quinchon                   | Socialist | Rechtstreeks gekozen senator | Bergen-Zinnik                               | -               | |
| Vincent Volckaert                   | Socialist | Rechtstreeks gekozen senator | Bergen-Zinnik                               | -               | Quaestor en voorzitter van de commissie Koloniën. |
| Jules Dufrane                       | Socialist | Rechtstreeks gekozen senator | Bergen-Zinnik                               | -               | |
| Alfred Rosier                       | Katholiek | Rechtstreeks gekozen senator | Doornik-Aat                                 | -               | Vanaf 9 november 1926 voorzitter van de commissie Spoorwegen, Zeewezen, Posterijen en Telegrafie. |
| Emile Calonne                       | Socialist | Rechtstreeks gekozen senator | Doornik-Aat                                 | -               | |
| Maurice Houtart                     | Katholiek | Rechtstreeks gekozen senator | Doornik-Aat                                 | -               | |
| Georges Croquet                     | Liberaal  | Rechtstreeks gekozen senator | Charleroi-Thuin                             | -               | |
| René de Dorlodot                    | Katholiek | Rechtstreeks gekozen senator | Charleroi-Thuin                             | -               | Vervangt vanaf 15 mei 1928 de overleden Fernand Thiébaut. |
| Florian Wautelet                    | Socialist | Rechtstreeks gekozen senator | Charleroi-Thuin                             | -               | Vervangt vanaf 7 februari 1928 Armand Wasterlain, die om gezondheidsredenen ontslag neemt. Wasterlain zelf verving vanaf 8 november 1927 de overleden Joseph Vanderick.                                                                                          |
| Albert François                     | Socialist | Rechtstreeks gekozen senator | Charleroi-Thuin                             | -               | |
| Léon Matagne                        | Socialist | Rechtstreeks gekozen senator | Charleroi-Thuin                             | -               | Vervangt vanaf 10 november 1925 de overleden Armand Libioulle. |
| Emile Mousty                        | Socialist | Rechtstreeks gekozen senator | Charleroi-Thuin                             | -               | |
| Émile Demoulin                      | Socialist | Rechtstreeks gekozen senator | Charleroi-Thuin                             | -               | |
| Paul Berryer                        | Katholiek | Rechtstreeks gekozen senator | Luik                                        | -               | Voorzitter van de commissie Binnenlandse Zaken en Volksgezondheid. |
| Joseph van Zuylen                   | Katholiek | Rechtstreeks gekozen senator | Luik                                        | -               | |
| Emile Digneffe                      | Liberaal  | Rechtstreeks gekozen senator | Luik                                        | -               | |
| Valère Henault                      | Socialist | Rechtstreeks gekozen senator | Luik                                        | -               | |
| Charles Van Belle                   | Socialist | Rechtstreeks gekozen senator | Luik                                        | -               | Secretaris vanaf 13 november 1928. |
| Alfred Laboulle                     | Socialist | Rechtstreeks gekozen senator | Luik                                        | -               | Vervangt vanaf 30 oktober 1928 de overleden Jules Seeliger. Seeliger was secretaris tot aan zijn dood op 23 oktober 1928. |
| Remy Damas                          | Socialist | Rechtstreeks gekozen senator | Luik                                        | -               | |
| Alfred Lion                         | Socialist | Rechtstreeks gekozen senator | Hoei-Borgworm                               | -               | |
| Ghislain Dochen                     | Liberaal  | Rechtstreeks gekozen senator | Hoei-Borgworm                               | -               | |
| André Simonis                       | Katholiek | Rechtstreeks gekozen senator | Verviers                                    | -               | |
| Léonard Ohn                         | Socialist | Rechtstreeks gekozen senator | Verviers                                    | -               | Vervangt vanaf 2 juni 1927 Henri Pirard, die provinciegouverneur van Luik wordt. |
| Ferdinand Portmans                  | Katholiek | Rechtstreeks gekozen senator | Hasselt-Tongeren-Maaseik                    | -               | |
| Georges Meyers                      | Katholiek | Rechtstreeks gekozen senator | Hasselt-Tongeren-Maaseik                    | -               | |
| Paul Cartuyvels                     | Katholiek | Rechtstreeks gekozen senator | Hasselt-Tongeren-Maaseik                    | -               | |
| Georges Cornet d'Elzius de Peissant | Katholiek | Rechtstreeks gekozen senator | Hasselt-Tongeren-Maaseik                    | -               | |
| Paul de Moffarts                    | Katholiek | Rechtstreeks gekozen senator | Aarlen-Marche-Bastenaken-Neufchâteau-Virton | -               | |
| Léon du Bus de Warnaffe             | Katholiek | Rechtstreeks gekozen senator | Aarlen-Marche-Bastenaken-Neufchâteau-Virton | -               | |
| Daniel Clesse                       | Socialist | Rechtstreeks gekozen senator | Aarlen-Marche-Bastenaken-Neufchâteau-Virton | -               | |
| Eugène de Mevius                    | Katholiek | Rechtstreeks gekozen senator | Namen-Dinant-Philippeville                  | -               | |
| Albert d'Huart                      | Katholiek | Rechtstreeks gekozen senator | Namen-Dinant-Philippeville                  | -               | Quaestor. |
| Gabriel Hicguet                     | Liberaal  | Rechtstreeks gekozen senator | Namen-Dinant-Philippeville                  | -               | Quaestor vanaf 19 mei 1927. |
| Barthélémy Molet                    | Socialist | Rechtstreeks gekozen senator | Namen-Dinant-Philippeville                  | -               | Vervangt vanaf 5 juli 1927 Edouard Ronvaux, die provinciaal senator wordt. |
| Henri Disière                       | Socialist | Rechtstreeks gekozen senator | Namen-Dinant-Philippeville                  | -               | |
| Hector Lebon                        | Katholiek | Provinciaal senator          | -                                           | Antwerpen       | |
| Robert d'Ursel                      | Katholiek | Provinciaal senator          | -                                           | Antwerpen       | |
| Paul Lamborelle                     | Liberaal  | Provinciaal senator          | -                                           | Antwerpen       | |
| Georges Barnich                     | Socialist | Provinciaal senator          | -                                           | Antwerpen       | |
| Alfred Cools                        | Socialist | Provinciaal senator          | -                                           | Antwerpen       | |
| Daniel Leyniers                     | Katholiek | Provinciaal senator          | -                                           | Brabant         | |
| Cyrille Van Overbergh               | Katholiek | Provinciaal senator          | -                                           | Brabant         | |
| Auguste de Becker Remy              | Katholiek | Provinciaal senator          | -                                           | Brabant         | Quaestor. |
| Emile Vinck                         | Socialist | Provinciaal senator          | -                                           | Brabant         | Quaestor. |
| Leopold Beosier                     | Socialist | Provinciaal senator          | -                                           | Brabant         | |
| Paul Henricot                       | Liberaal  | Provinciaal senator          | -                                           | Brabant         | |
| Emile Delannoy                      | Liberaal  | Provinciaal senator          | -                                           | Brabant         | Secretaris. |
| Alfons Van Coillie                  | Katholiek | Provinciaal senator          | -                                           | West-Vlaanderen | |
| Gaston Gustave Bossuyt              | Katholiek | Provinciaal senator          | -                                           | West-Vlaanderen | |
| Etienne de Vrière                   | Katholiek | Provinciaal senator          | -                                           | West-Vlaanderen | |
| Edouard Van Vlaenderen              | Socialist | Provinciaal senator          | -                                           | West-Vlaanderen | |
| Gustaaf Eylenbosch                  | Katholiek | Provinciaal senator          | -                                           | Oost-Vlaanderen | |
| Léon Thienpont                      | Katholiek | Provinciaal senator          | -                                           | Oost-Vlaanderen | Vervangt vanaf 6 april 1927 de overleden Jean-Baptiste de Ghellinck d'Elseghem. |
| Romain Moyersoen                    | Katholiek | Provinciaal senator          | -                                           | Oost-Vlaanderen | |
| Joseph Dumont                       | Socialist | Provinciaal senator          | -                                           | Oost-Vlaanderen | |
| Victor Carpentier                   | Liberaal  | Provinciaal senator          | -                                           | Oost-Vlaanderen | |
| Adrien Hulin                        | Katholiek | Provinciaal senator          | -                                           | Henegouwen      | |
| Eugène Derbaix                      | Katholiek | Provinciaal senator          | -                                           | Henegouwen      | Voorzitter van de commissie Wetenschappen en Kunsten. |
| Albert Asou                         | Liberaal  | Provinciaal senator          | -                                           | Henegouwen      | |
| Jules Lekeu                         | Socialist | Provinciaal senator          | -                                           | Henegouwen      | Vanaf 9 november 1926 voorzitter van de commissie Landsverdediging. |
| Alfred Danhier                      | Socialist | Provinciaal senator          | -                                           | Henegouwen      | |
| Jules Casterman                     | Socialist | Provinciaal senator          | -                                           | Henegouwen      | |
| Georges Polet                       | Katholiek | Provinciaal senator          | -                                           | Luik            | |
| Charles Magnette                    | Liberaal  | Provinciaal senator          | -                                           | Luik            | Tot 13 november 1928 ondervoorzitter en vanaf 13 november 1928 Senaatsvoorzitter en voorzitter van de commissie Buitenlandse Zaken. Vanaf 5 mei 1925 tevens voorzitter van de liberale fractie.                                                                  |
| Henri Renier                        | Socialist | Provinciaal senator          | -                                           | Luik            | |
| Henri La Fontaine                   | Socialist | Provinciaal senator          | -                                           | Luik            | Ondervoorzitter, voorzitter van de commissie Financiën en voorzitter van de socialistische fractie. |
| Edouard Janssens                    | Katholiek | Provinciaal senator          | -                                           | Limburg         | Vervangt vanaf 17 januari 1928 de overleden Simon Deploige. |
| Pieter-Jan Broekx                   | Katholiek | Provinciaal senator          | -                                           | Limburg         | |
| Auguste Van Ormelingen              | Katholiek | Provinciaal senator          | -                                           | Limburg         | |
| Henry Delvaux de Fenffe             | Katholiek | Provinciaal senator          | -                                           | Luxemburg       | Vervangt vanaf 27 april 1926 de overleden Adolphe de Limburg Stirum. |
| Hubert Pierlot                      | Katholiek | Provinciaal senator          | -                                           | Luxemburg       | Vervangt vanaf 27 april 1926 de overleden Hippolyte Braffort. |
| Emile Baudrux                       | Liberaal  | Provinciaal senator          | -                                           | Luxemburg       | |
| Léon Legrand                        | Katholiek | Provinciaal senator          | -                                           | Namen           | Vervangt vanaf 21 maart 1929 de overleden Alberic de Pierpont Surmont de Volsberghe. |
| Edouard Ronvaux                     | Socialist | Provinciaal senator          | -                                           | Namen           | Vervangt vanaf 5 juli 1927 Gérard Rongy, die om beroepsredenen ontslag neemt. Daarvoor was hij tot 4 juli 1927 rechtstreeks gekozen senator. |
| Leonard Leclercq                    | Socialist | Provinciaal senator          | -                                           | Namen           | Vervangt vanaf 6 december 1927 de overleden Georges Cousot (Katholiek) |
| Charles de Broqueville              | Katholiek | Gecoöpteerd senator          | -                                           | -               | Tot 20 mei 1926 voorzitter van de commissie Landsverdediging. |
| Arthur Ligy                         | Katholiek | Gecoöpteerd senator          | -                                           | -               | Secretaris. |
| Paul Segers                         | Katholiek | Gecoöpteerd senator          | -                                           | -               | |
| Julien Liebaert                     | Katholiek | Gecoöpteerd senator          | -                                           | -               | |
| Georges Rutten                      | Katholiek | Gecoöpteerd senator          | -                                           | -               | |
| Georges Limage                      | Katholiek | Gecoöpteerd senator          | -                                           | -               | |
| Christian Esser                     | Katholiek | Gecoöpteerd senator          | -                                           | -               | Vervangt vanaf 18 januari 1927 Georges Theunis, die om beroepsredenen ontslag neemt. |
| Paul Tschoffen                      | Katholiek | Gecoöpteerd senator          | -                                           | -               | |
| Armand Hubert                       | Katholiek | Gecoöpteerd senator          | -                                           | -               | Voorzitter van de commissie Nijverheid, Arbeid en Sociale Voorzorg. |
| Lucien Beauduin                     | Liberaal  | Gecoöpteerd senator          | -                                           | -               | |
| Maurice Despret                     | Liberaal  | Gecoöpteerd senator          | -                                           | -               | |
| Maurice Vauthier                    | Liberaal  | Gecoöpteerd senator          | -                                           | -               | |
| Louis de Brouckère                  | Socialist | Gecoöpteerd senator          | -                                           | -               | |
| Marie Janson                        | Socialist | Gecoöpteerd senator          | -                                           | -               | |
| Corneille Mertens                   | Socialist | Gecoöpteerd senator          | -                                           | -               | |
| Pierre Diriken                      | Socialist | Gecoöpteerd senator          | -                                           | -               | |
| Arthur Jauniaux                     | Socialist | Gecoöpteerd senator          | -                                           | -               | |
| August Vermeylen                    | Socialist | Gecoöpteerd senator          | -                                           | -               | |
| Frans Toch                          | Socialist | Gecoöpteerd senator          | -                                           | -               | |
| Armand Fraiture                     | Socialist | Gecoöpteerd senator          | -                                           | -               | |
| Leopold van België                  | -         | Senator van rechtswege       | -                                           | -               | Vanaf 8 november 1927. |